# Alforjas
Alforjas – wymarły rodzaj lądowych roślinożernych ssaków z rodziny wielbłądowatych (Camelidae). Ssak ten żył 5 milionów lat temu. W rodzaju Alforjas jest jeden gatunek – Alforjas taylori. Jedyny przedstawiciel Alforjas ważył 623,3 kg.